# آروندل دیوید لیکی
آروندل دیوید لیکی (انگلیسی: David Leakey؛ زادهٔ ۱۸ مهٔ ۱۹۵۲) فرمانده نظامی اهل بریتانیا است. وی همچنین برندهٔ جوایزی همچون نشان سلطنتی ویکتوریایی و نشان امپراتوری بریتانیا شده‌است.